# Coenosia karli
Coenosia karli är en tvåvingeart som beskrevs av Adrian C. Pont 2001. Coenosia karli ingår i släktet Coenosia och familjen husflugor. Inga underarter finns listade i Catalogue of Life.